# 西爾斯 (喬治亞州)
西爾斯（英語：Seals）是位於美國喬治亞州康登縣的一個非建制地區。該地的面積和人口皆未知。

## 地理
西爾斯的座標為30°52′22″N 81°42′15″W / 30.87278°N 81.70417°W，而該地的平均海拔高度為6米（即20英尺）。